# Gassosa al caffè
La gassosa al caffè (anche detta gazzosa) è una tipica bevanda analcolica calabrese, frutto dell'unione della gassosa e del caffè. 

## Storia

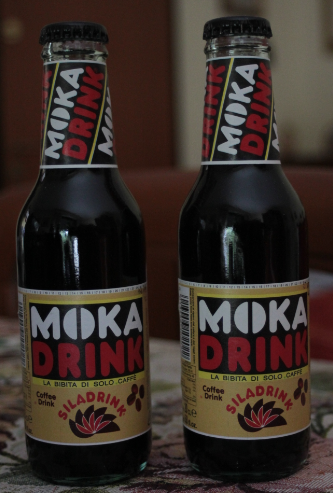
Gassosa al caffè MokaDrink di SilaDrink

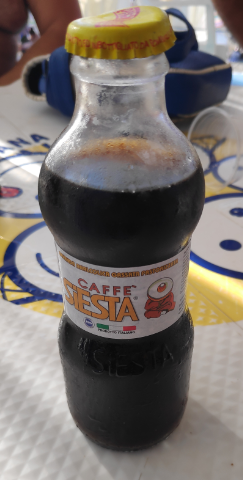
Gassosa al caffè Caffè Siesta di Romanella Drinks

La prima gassosa al caffè è stata distribuita, col nome di "Bibicaffè", dall'azienda "De Sarro & Torchia" di Lamezia Terme nel 1941. 
Secondo alcune fonti però una prima versione di gassosa al caffè sarebbe stata inventata nei primi decenni del 1900 (data non accertata) dal sig. Vincenzo Ferrise di Nicastro, ora Lamezia Terme. Dopo aver notato il successo della sua invenzione Ferrise si mise a produrla a livello ”industriale” in un casolare adibito a fabbrica sito in vico San Giovanni; In questa sua prima versione, all'interno della bottiglia era presente una pallina, che, spinta dal gas, chiudeva il collo della bottiglia per non far fuoriuscire il gas. La produzione delle gassose si rivelò da subito un successo che ben presto portò la bibita a una diffusione oltre regione, a tal punto che a Vincenzo Ferrise fu conferita anche una onorificenza pubblica del Governo.
I figli di Vincenzo Ferrise presero le redini dell’attività che ha continuato la produzione fino agli anni 1980, quando decisero la chiusura della piccola fabbrica con macchinari divenuti ormai obsoleti; i nipoti di Ferrise Pietro De Sarro e Natale Torchia, cugini fra loro, dopo aver lavorato nella fabbrica del nonno decisero di mettersi in proprio fondando la già citata azienda De Sarro & Torchia, e mettendo sul mercato nel 1941 quella che è considerata ufficialmente la prima gassosa al caffè industriale, la Bibicaffè.
Oltre alla gassosa al caffè l'azienda produceva altri soft drink come gassose al limone, spuma e orzate; il grande successo della Bibicaffè negli anni che vanno dal 1960 al 1990 segnò il periodo di maggior fortuna dell'azienda, che ottenne riconoscimenti come l'European Award Gold Mercury del 1974 e il premio Italy Drink Come true Usa del 1994.  A seguito della liquidazione dell'azienda De Sarro & Torchia la produzione della Bibicaffè è cessata nel 2010; nel 2022 la bibita è tornata sul mercato rilanciata da una nuova azienda (Bibicaffè SRL).
Sull'onda della grande diffusione della Bibicaffè, negli anni altre aziende calabresi hanno iniziato la produzione di analoghe bibite al caffè. Tra queste la Brasilena nata nel 1982 nello stabilimento che produce Acqua di Calabria a Girifalco (CZ), attualmente la più nota e diffusa tra le varie gassose; la Caffè Siesta  prodotta dal 1976 dalla Romanella Drinks di Reggio Calabria, la Moka Drink nata nel 1948 nello stabilimento Sila Drink di Laurignano (CS).e la Frizz Coffee di Spadafora Bibite di Mangone (CS).
Oltre che in Calabria, in cui resta una bibita molto popolare, attualmente la gassosa al caffè viene commercializzata soprattutto in Puglia, Campania e Sicilia, ma anche nel resto d'Italia, ed esportata principalmente negli Stati Uniti d'America.

## Composizione
Gli ingredienti principali della gassosa al caffè sono:
- caffè (o infuso di caffè)
- gassosa (o acqua frizzante)
- zucchero

A questi, secondo il costume della provincia e della casa di produzione, possono essere aggiunti aromi come il caramello, utilizzato in molte varianti. La bibita è imbottigliata tradizionalmente in bottiglie di vetro e successivamente prodotta in lattine.

## Marche di gassosa al caffè
Diverse aziende hanno prodotto e commercializzato la gassosa al caffè:
- Gazzosa Al Caffè prodotta dalla Jerimonti Maurizio e figli . Premiata ditta dal 1909 di bevande gassate . Strongoli

- Gassosa al caffè Bibicaffè, prodotta dall'azienda De Sarro & Torchia di Nicastro (nell'attuale area della città di Lamezia Terme) dal 1941 al 2010 e dall'azienda Bibicaffè SRL dal 2022.
- Gassosa al caffè Moka Drink, prodotta dall'azienda Moka Drink s.r.l. di Laurignano dal 1948
- Gassosa al caffè Caffè Siesta, prodotta dall'azienda Romanella Drinks di Reggio Calabria dal 1976
- Gassosa al caffè Brasilena, prodotta dall'azienda Acqua Calabria di Girifalco dal 1982

## Cocktail a base di gazzosa al caffè
- La gassosa al caffè è la base di due cocktail: il Black Jelly Bean (con aggiunta di sambuca) e il Nero Italiano (con aggiunta di vodka e panna facoltativa)[7].[8][9]